# Siphona pilistyla
Siphona pilistyla är en tvåvingeart som beskrevs av Andersen 1996. Siphona pilistyla ingår i släktet Siphona och familjen parasitflugor.
Artens utbredningsområde är Turkiet. Inga underarter finns listade i Catalogue of Life.